# 河蚬
河蜆，俗名蜆仔、蜊仔（臺羅：lâ-á）、黃沙蜆、𧒽，是帘蛤目蚬科蚬属的一种。
西方世界称为“亚洲蚬”、“黃金蜆”(Golden clam)。
亞种称为臺灣蜆。

## 分佈與棲息地
常栖息在河川、湖泊或水田等淡水性的环境中，喜砂泥质底的环境，亦出现于河口。
河蚬主要分布于越南、韩国、中国大陆、台湾，现在作为入侵物种在欧洲和北美也相当常见，经常堵塞水管，并且造成本土蛤类减少。
河蚬是一种雌雄同体的生物，通过自我繁殖产生后代，并会捕获同类或其他蛤类的基因以保证物种进化的进程。

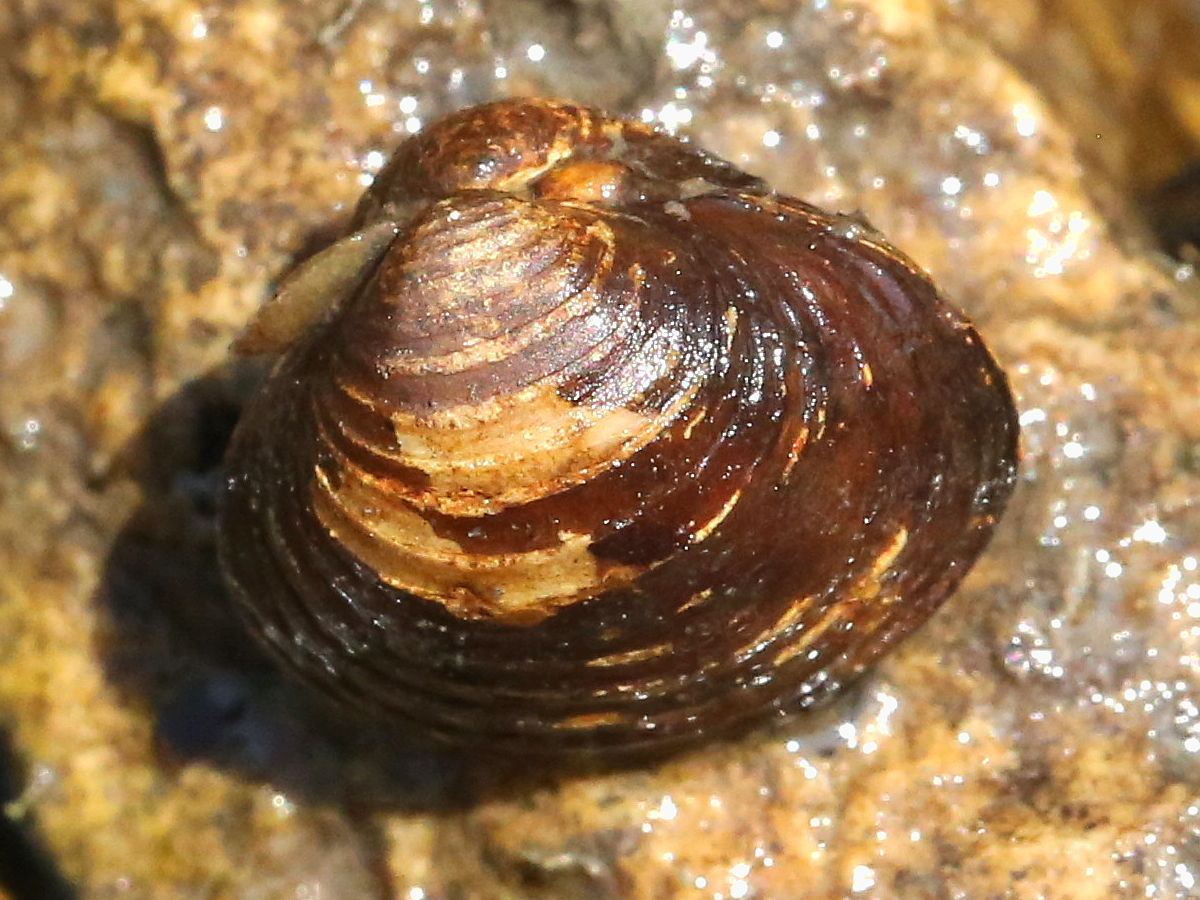
于內珀維爾, 美国

## 亞種
- 臺灣蜆

## 外部連結
- 維基物種上的相關：河蚬